# علی اواس
علی اواس (انگلیسی: AliOS) یک سیستم عامل لینوکس است که توسط علی‌بابا کلود، زیر مجموعهٔ گروه علی‌بابا توسعه یافته‌است. این سیستم عامل برای اتوموبیل‌های هوشمند و اینترنت اشیا (IoT) طراحی شده و به عنوان سیستم عامل موبایل مورد استفاده قرار می‌گیرد.

## تاریخچه
۲۸ ژوئیه ۲۰۱۱ علی‌بابا کلود، وجود سیستم عامل شخصی تلفن همراه خود را تأیید کرد؛ سیستم عامل YunOS. این سیستم عامل نتیجه سه سال توسعه از سیستم فایل توزیع شده در ماشین مجازی علی‌بابا کلود است که آنرا با برنامه‌ های مبتنی بر اندروید سازگار می‌کند. با وجود این سیستم عامل، علی‌بابا اندروید را در چین به چالش کشیده و همچنین به دنبال گسترش در بازارهای غربی است. سال ۲۰۱۱ برای اولین بار روی دستگاه موبایل K-Touch W700 مورد استفاده قرار گرفت.
از سال ۲۰۱۲ یک میلیون تلفن همراه هوشمند با این سیستم عامل به فروش رسیده‌است. پیش‌بینی می‌شد با ارسال به تمام نقاط، تا پایان ۲۰۱۶ دومین سیستم عامل بزرگ چین شود و ۱۴٪ از بازار را به خود اختصاص دهد. آخرین نسخه در دسترس عموم YunOS 5 Atom, به عنوان نسخه انشعابی اندروید ۶٫۰ در دهم سپتامبر ۲۰۱۶ منتشر شد.
اکتبر ۲۰۱۷ علی‌بابا تصمیم گرفت سیستم عامل خود را برای تمرکز سرمایه‌گذاری در بخش رو به رشد اینترنت اشیا ارتقا دهد. به عنوان بخشی از این اقدام علی‌بابا نام این محصول را به AliOS تغییر داد، سیستم عاملی بر پایه OS برای موبایل، صنعت و اینترنت اشیا. همزمان علی‌بابا نسخه IoT این سیستم عامل را معرفی کرد: AliOS Things.

## مرور
علی او اس حول ایده ایجاد قابلیت ابر در دستگاه‌های هوشمند می‌چرخد. طبق گفته این شرکت، علی او اس خدماتی از قبیل: ای میل مبتنی بر ابر، جستجوی وب، به روز رسانی‌های هواشناسی و سیستم جهت‌یابی GPS ارائه خواهد کرد. علی او اس همچنین داده‌هایی از قبیل اطلاعات تماس، پیام‌ها و عکس‌ها را همگام سازی و ذخیره کرده و به کاربر اجازه می‌دهد به این داده‌ها از طریق دیگری مثل کامپیوتر شخصی دسترسی پیدا کند. به گفته علی‌بابا این ابر فضایی به بزرگی ۱۰۰ گیگا بایت به کاربران اختصاص خواهد داد. علی او اس همچنین این امکان را فراهم خواهد کرد که کاربر بتواند بدون نصب، برنامه‌ها را از طریق وب اجرا کند. همزمان علی او اس تینگز به عنوان یک سیستم عامل IoT سبُک برای اینترنت اشیا، می‌تواند برای انواع مختلف دستگاه‌های کوچک IoT و همچنین خانه هوشمند، شهر هوشمند، سفرهای جدید و سایر زمینه‌ها استفاده شود.

## ارتباط با اندروید
به گفته گوگل، علی او اس نسخه ای مبهم و ناسازگار از سیستم عامل کُد باز اندروید است؛ بنابراین گوگل با توجه به اینکه Acer Inc یکی از اعضای اتحادیه گوشی باز است، به دلیل ناسازگاری علی اس با اندروید، نباید با ساخت این دستگاه‌ها موافقت کند. اندی روبین که در آن زمان مسئول بخش اندروید در گوگل بود بیان کرد که اگرچه علی او اس بخشی از اکوسیستم اندروید نیست، اما از زمان اجرا، چارچوب و ابزارهای اندروید استفاده می‌کند.
علی‌بابا با بیانیه زیر ادعا می‌کند که علی او اس نسخه ای از اندروید نیست:
«علی او اس ماشین مجازی مخصوص خود را دارد که با ماشین مجازی اندروید Dalvik)) متفاوت است. محیط اجرای علی او اس که هستهٔ سیستم عامل است و از دو ماشین مجازی جاوا ساخته شده با دالویک، ماشین مجازی اندروید متفاوت است. علی او اس همچنین موتور ابری خود را دارد که از برنامه‌های وب HTML5 پشتیبانی می‌کند. علی اواس از برخی چارچوب‌ها و ابزارهای اندروید (کد باز) صرفاً به عنوان رابط استفاده می‌کند تا به کاربران امکان استفاده از برنامه‌های دیگر علاوه بر برنامه‌های موجود در سیستم علی او اس را بدهد.»
با این حال از سپتامبر ۲۰۱۲ فروشگاه برنامه‌های علی او اس هنوز شامل برنامه‌های سرقت شده از اندروید و گوگل است.
علی اواس تینگز نسخه اینترنت اشیا سیستم عامل علی او اس است که درسال ۲۰۱۷ معرفی و با منبع آزاد عرضه شد. این نسخه برای MCU های کم مصرف و SoCs های اتصالی طراحی شده. علی او اس تینگز در دو نسخه ارائه می‌شود؛ یکی مبتنی بر هسته لینوکس و دیگری مبتنی بر هسته Alibaba's RTOS.

## جدال
نوامبر ۲۰۱۵ به دنبال سیاست‌های دولت، مطبوعات کل، نشریات، رادیو، فیلم و تلویزیون، ده‌ها برنامه شخص ثالث که توسط کاربران روی تلفن همراهشان نصب شده بود، به صورت خودکار پاک شدند و قابل نصب مجدد نبودند.